# Marianne Auernhammer
Marianna Clara Auernhammer, verheiratete Czegka, geb. Bessenig (* 13. Dezember 1786 in Wien; † 26. August 1849 in Linz) war eine österreichische Sängerin, Pianistin und Komponistin.

## Leben
Sie war eine Tochter aus der Ehe der Pianistin Josepha Auernhammer mit dem Beamten Johann Bessenig und wurde am 13. Dezember 1786 in der Michaelerkirche auf die Namen Marianna Clara getauft. Bereits in ihrer Jugend trat sie mehrfach als Pianistin auf, meist zusammen mit ihrer Mutter. Ihr erster nachweisbarer Auftritt als Sängerin erfolgte im Frühjahr 1804, ebenfalls in einem Konzert ihrer Mutter. Der Wiener Korrespondent der Leipziger Allgemeinen musikalischen Zeitung berichtet: „Die Tochter der Madame Auernh. sang eine Arie und ein Duett nicht ohne Geschicklichkeit.“
Am 26. Mai 1806 wirkte sie in einer privaten Aufführung von Ferdinando Paërs Oper Leonora mit, die im Palais des Fürsten Joseph Lobkowitz stattfand, und verkörperte die Rolle der Marzelline. Die Titelpartie dieser Aufführung gestaltete Louise Müller. Dies belegt eine Tagebuchnotiz des Grafen Karl von Zinzendorf. Sie spielte die Marzelline auch am 8. Februar 1809 bei der ersten öffentlichen Aufführung der Oper im Theater am Kärntnertor. 1809 bis 1814 war sie Mitglied der Wiener Hofoper und heiratete 1810 Johann Franz Vinzenz Czegka.
Anschließend wechselte sie nach Prag und wurde Lehrerin am angesehenen Prager Konservatorium. Am 14. März 1820 gab „Mad. Marianne Czegka, geborne von Auernhammer, Gesangslehrerin am Conservatorium“, dort eine musikalisch-deklamatorische Akademie. Ein weiteres Konzert gab „Mad. Mariane Czegka“ am 5. November 1839.
Später war sie in Leipzig und Ulm engagiert.
Marianne Auernhammer war die Lehrerin der Sängerin Henriette Sontag und trat auch als Komponistin von Liedern hervor.